# 毛利秀秋
毛利 秀秋（もうり ひであき）は、安土桃山時代から江戸時代初期の武将・大名。諱は秀政ともいう。

## 生涯
毛利秀頼（長秀）の子。父の秀頼は斯波武衛家の落胤という。
豊臣秀吉に仕える。文禄2年（1593年）に父が亡くなると、閏9月日に秀吉より父の遺領10万石の内の1万石だけが秀秋に与えられ、大部分の9万石と飯田城は所領が隣接する高遠城主で義兄でもある京極高知が継承した。
慶長4年（1599年）正月より、秀秋は豊臣秀頼に伺候した。
慶長5年（1600年）、関ヶ原の戦いでは西軍に属し、伏見城の戦いに参加。西軍が敗れたために改易された。
戦後も大坂に出仕し、豊臣秀頼に5,000石で召し抱えられて、その家臣となった。
大坂の陣に参加し、慶長20年（1615年）5月7日、毛利勝永隊の一員として天王寺・岡山の戦いの激戦地である四天王寺北東の上本町で、徳川方の仙石忠政の家臣岡田広忠に討ち取られた。